# Marinko Kelečević
Marinko Kelečević (Drvar, Jugoszlávia, 1985. július 26. – Belgrád, 2011. július 23.) bosnyák kézilabdázó, aki pályafutása során Szerbiában és Magyarországon játszott.

## Pályafutása

### Klubcsapatokban
Magyarországra 2007 júliusában, már a szerb strandkézilabda válogatott tagjaként érkezett.  2007. szeptember 7-én, a Debreceni KSE színeiben NB1-es mérkőzésen mutatkozott be. Első mérkőzésén négy gólt ért el. Az EHF-kupában menetelő csapat vezéregyénisége volt. Játszott a Volendam, a Krasnodar és a Gorenje Velenje ellen is.2010-ig volt a debreceniek játékosa, ekkor a Ferencvároshoz szerződött.
2010. február 2-án, korábbi csapata, a DKSE ellen debütált új klubjában, és tizenegy gólt szerzett. A 2009–10-es szezonban a kilencedik helyen végzett csapatával. A következő szezonban a megerősödött Fradi harmincegy év után újból a dobogón végzett a bajnokságban. A bronzéremért rendezett második találkozón a Tatabánya ellen tíz találatot jegyzett.
A Ferencváros színeiben összesen negyvenhárom bajnokin lépett pályára. Utolsó mérkőzését 2011. május 29-én a Tatabánya ellen játszotta.
2011 nyarán a szlovén Celje csapatához szerződött.

### Válogatottban
Hazája válogatottjában 2010. június 26-án, Görögország ellen debütált. Összesen kilencszer szerepelt hazája válogatottjában, ezeken a mérkőzéseken huszonhat gólt szerzett.

## Halála
Kelečević 2011. július 23-án halálos motorbalesetet szenvedett, Belgrád közelében.

## Statisztikái
Az alábbi táblázatban csak a magyarországi élvonalbeli bajnoki mérkőzések szerepelnek.
| Szezon  | Csapat        | Alapszakasz | Alapszakasz | Rájátszás | Rájátszás |
| Szezon  | Csapat        | Mérk.       | Gól         | Mérk.     | Gól       |
| ------- | ------------- | ----------- | ----------- | --------- | --------- |
| 2007–08 | Debreceni KSE | 14          | 44          | 12        | 26        |
| 2008–09 | Debreceni KSE | 25          | 69          | –         | –         |
| 2009–10 | Debreceni KSE | 17          | 64          | –         | –         |
| 2009–10 | Ferencváros   | 7           | 57          | 6         | 46        |
| 2010–11 | Ferencváros   | 23          | 147         | 7         | 39        |